# 天文学のエポニムの一覧
天文学のエポニムの一覧（てんもんがくのエポニムのいちらん）は、天文学分野におけるエポニムの一覧である。人名にちなんだ星名も取り上げる。

## あ行
- アイザックニュートン望遠鏡
- アインシュタインの十字架
- アインシュタイン環
- アインシュタイン効果
- アインシュタイン天文台
- アインシュタイン塔
- アインシュタイン＝ド・ジッター宇宙
- アインシュタイン＝ポドルスキー＝ローゼンのパラドックス
- アインシュタイン＝ローゼン橋
- アダムズ環
- アッベ式接眼鏡
- 荒木望遠鏡
- アラゴ環
- アルゲランダー記法
- 『アルフォンソ天文表』
- アルベルト・アインシュタイン - 国際宇宙ステーションの欧州補給機4号機
- アレン・テレスコープ・アレイ
- ヴィクラム - 月着陸機
- ウィドマンシュテッテン構造
- ウィリアム・ハーシェル望遠鏡
- ウィルキンソン・マイクロ波異方性探査機
- ヴェラ・ルービン天文台
- ウォルフ・ライエ星
- ウルグ・ベク天文台
- 『エイベルカタログ（銀河団）』
- 『エイベルカタログ（惑星状星雲）』 (Abell Catalog of Planetary Nebulae (en))
- エイムズ研究センター
- エッジワース・カイパーベルト天体
- エディントン光度
- エドアルド・アマルディ - 国際宇宙ステーションの欧州補給機3号機
- エラーマン・ボム (en:Ellerman_bomb)
- エルフレ式接眼鏡
- エンケの間隙
- オイラーの周期
- オールトの雲
- オールトの定数 (en:Oort constants)
- オルバースのパラドックス

## か行
- カイパー空中天文台
- カークウッドの空隙
- カセグレン式望遠鏡
- カッシーニ・ホイヘンス計画
- カッシーニの間隙
- カーネギー天文台
- カプタインの選択区域[1]
- カー・ブラックホール
- カリポス周期
- ガリレオ計画
- ガリレオ式望遠鏡
- カール・ジャンスキー超大型干渉電波望遠鏡群
- 『カルドウェルカタログ』
- ガレ環
- 木下現象
- 木村項
- グールドの帯
- グレゴリオ暦
- グレゴリー式望遠鏡
- クレローの方程式
- ケオプス宇宙望遠鏡
- ケック望遠鏡
- ケーニヒ式接眼鏡
- ケプラー宇宙望遠鏡
- ケプラー式望遠鏡
- ケプラーの法則
- ケプラーの方程式
- ケルナー式接眼鏡
- ケルビン・ヘルムホルツ機構
- 古在メカニズム
- ゴダード宇宙飛行センター
- コパールの分類
- コペルニクスの原理
- コペルニクスの体系
- 『コリンダーカタログ』
- コンプトンガンマ線観測衛星
- コンプトンの実験

## さ行
- ザックス・ヴォルフェ効果
- サハの電離公式
- ジェームズ・クラーク・マクスウェル望遠鏡
- ジェイムズ・ウェッブ宇宙望遠鏡
- シェーンベルグ＝チャンドラセカール限界
- シモニー・サーベイ望遠鏡 (Vera C. Rubin Observatory (en))
- 『シャープレスカタログ』
- シュワルツシルト半径
- シュテファン＝ボルツマンの法則
- シュペーラーの法則
- シュミット式望遠鏡
- ジュール・ヴェルヌ - 国際宇宙ステーションの欧州補給機1号機
- ジョルジュ・ルメートル - 国際宇宙ステーションの欧州補給機5号機
- ジョンソンのUBVシステム
- ジーンズ不安定性
- ストレームグレン球
- スニヤエフ・ゼルドビッチ効果
- スピッツァー宇宙望遠鏡
- スローン・デジタル・スカイサーベイ
- セイファート銀河
- ゼーリガー効果

## た行
- ダイソン球
- ダニエル・K・イノウエ太陽望遠鏡
- 多胡事象 - 近傍星による重力マイクロレンズ現象
- ダビンチ・グロー
- タリー・フィッシャー関係
- ダンジョン・スケール
- チャンドラX線観測衛星
- チャンドラセカール限界
- チャンドラー・ウォブル
- ティコ星表
- ティコ・ブラーエの体系
- ティスラン・パラメータ
- ティティウス・ボーデの法則
- ディラックの海
- デービッド・ダンラップ天文台
- ドブソニアン望遠鏡
- トルマン・オッペンハイマー・ヴォルコフ限界
- ドレイクの方程式

## な行
- ナグラー式接眼鏡
- ナンシー・グレース・ローマン宇宙望遠鏡
- ナスミス式望遠鏡
- ニュートン式望遠鏡
- ニール・ゲーレルス・スウィフト

## は行
- バイエル符号
- ハイゲンス式接眼鏡
- バウツ・モルガン分類 (Bautz–Morgan_classification (en))
- パーカー・ソーラー・プローブ
- ハーシェル宇宙望遠鏡
- パッシェン系列
- ハッブル宇宙望遠鏡
- ハッブル定数
- ハッブル分類
- バーデ-ウェッセリンク法
- ハドリー式八分儀
- 『バーナードカタログ』 (Barnard Catalogue (en))
- ハービッグAe/Be型星
- ハービッグ・ハロー天体
- 林トラック
- バリンジャー・クレーター
- バルマー系列
- バローレンズ
- ヒッパルコス衛星
- フェルミガンマ線宇宙望遠鏡
- プトレマイオスの体系
- フラウンホーファー線
- フラムスティード番号
- プランク衛星
- フリードマン方程式
- フリードマン・ルメートル・ロバートソン・ウォーカー計量
- プルキニェ現象
- プレスル式接眼鏡
- ベイリー・ビーズ
- ベッセル年
- ベッポサックス
- ベピ・コロンボ計画
- ヘルツシュプルング・ラッセル図
- ヘール望遠鏡
- 『ヘンリー・ドレイパーカタログ』
- ポインティング・ロバートソン効果
- ホーキング放射
- ボートル・スケール
- ポグソンの方程式
- ホビー・エバリー望遠鏡
- ホーマン遷移軌道

## ま行
- マウンダー極小期
- マーシャル宇宙飛行センター
- マゼラン
- マックス・プランク研究所
- 『メシエカタログ』
  - メシエ天体
- メトン周期
- 『メロッテカタログ』
- モートン波

## や行
- ヤーキス天文台
- ヤルコフスキー効果
- ユークリッド宇宙望遠鏡
- ユリウス年
- ユリウス通日
- ユリウス暦
- ヨハネス・ケプラー - 国際宇宙ステーションの欧州補給機2号機

## ら行
- ライマン系列
- ラグランジュ点
- ラッセル環
- ラムスデン円盤
- ラムスデン式接眼鏡
- リッチー・クレチアン式望遠鏡
- リンドン・B・ジョンソン宇宙センター
- 『ルドルフ表』
- ルヴェリエ環
- レントゲン衛星
- ローウェル天文台
- ロザリンド・フランクリン - 火星探査車
- ロシター効果
- ロッシュ限界
- ロッシュ・ローブ

## わ行
- ワイツゼッカーの太陽系成因説 (en:Carl Friedrich von Weizsäcker#Work on planetary formation)

## 記号・英数字
- XMM-Newton

## 人名にちなんだ星名
ここでは「～星（せい）」や「～の星（ほし）」など、実在する人物の名前にちなんだ星名を掲げる。なお実在する人物の名前にちなんでいても、スアロキン、ロタネブのようなアナグラムやコル・カロリのように「～（の）星」となっていないもの、フィクションに登場するものは含めない。また、小惑星名・彗星名、月・水星・金星・火星のクレーター名の多くはエポニムであるが、これらもここでは含めない。（配列は五十音順）

### 恒星
- アンドリウス星 - 疑変光星
- イニス星 (Innes' star (en)) - 赤色矮星
- ヴァン・マーネン星 - 白色矮星・近距離星
- オオサワ星 (HD 221568) - 特異星 (SrCrEu星) [2]
- 金津天体 - とも座V445星 (V445 Puppis (en))
- カプタイン星 - 高速度星
- グルームブリッジ星 - 高速度星・近距離星
- ケプラーの星 - 超新星
- 五味新星 - とかげ座CP星
- 桜井天体
- ショルツ星
- ティーガーデン星 - 赤色矮星・近距離星
- ティコの星 - 超新星
- ハインドのクリムゾン・スター - 赤色星
- ハーシェルのガーネット・スター - 赤色超巨星
- バーナード星 - 高速度星・赤色矮星・近距離星
- ピアッツィの飛行星 - 高速度星・近距離星
- ファン・ビースブルック星 - 赤色矮星・近距離星
- プシビルスキ星[3] - A型特異星
- プラスケット星 - 分光連星
- ベッセル星 - 高速度星・近距離星
- ベックリン＝ノイゲバウアー天体 (en:Becklin-Neugebauer Object)
- ボヤジアン星 (タビーの星) - 謎の減光を起こした恒星
- ルイテン星 - 赤色矮星・近距離星
- ルートヴィッヒの星
- ワッチマン星 (V371 Ori) - 新星状変光星・近距離星

### 星雲・星団・銀河
- アル・スーフィー星団 - 見かけ上の星団
- ヴォルフ・ルントマルク・メロッテ (Wolf-Lundmark-Melotte (en)) - 不規則銀河
- ヴォルフェ円盤 (DLA0817g (en)) - 円盤銀河
- ガブリエラ・ミストラル星雲 - 散開星団 NGC 3324 (en)および輝線星雲 IC 2599 (de)の複合天体[4]
- ガム星雲 - 超新星残骸
- カロラインのばら星団 (NGC 7789 (en)) - 散開星団
- キーナンの連結銀河 (NGC 5216 + NGC 5218) - 連銀河
- キャンベルの星 (BD +30°3639) - 惑星状星雲を恒星と誤認した[5]
- キンマン矮小銀河 (PHL 293B (en)) - 矮小銀河
- クラインマン-ロウ星雲 - 活発な星形成領域
- ケンブルの滝 - 星群
- コディントンの星雲 (IC 2574) - 矮小銀河[6]
- コープランドの七つ子銀河 (Copeland Septet (en)) - 銀河群
- 黒マゼラン雲 - 暗黒星雲
- 小マゼラン雲 - 銀河
- ステファンの五つ子銀河 - 銀河群
- セイファートの六つ子銀河 - 銀河群
- 大マゼラン雲 - 銀河
- ツビッキーの三つ子銀河 (Zwicky's Triplet (en)) - 銀河群
- テンペルの星雲 (NGC 1435 (en)) - 反射星雲
- トレミー星団 - 散開星団
- ハインドの変光星雲
- ハクラのレンズ - 重力レンズ天体
- ハーシェルの宝石箱 - 散開星団
- ハッブルの変光星雲 - 散光星雲
- バーデの窓 - いて座方向の天域
- バーナードの銀河 - 不規則銀河
- バーナードのメローペ星雲 (IC 349 (en)) - 反射星雲
- バーナードループ - Hα領域
- ハニーの天体 (Hanny's Voorwerp (en))
- バービッジの鎖 (Burbidge's Chain) - 銀河鎖[7][8]
- フレミングの三角片 (Fleming's Triangular Wisp) - 網状星雲の一部[9][10]
- ブロッキ星団 - 見かけ上の星団
- ホーグの天体 - 環状銀河
- ボーデの銀河 - 銀河
- マクニールの星雲 (McNeil's Nebula (en)) - 反射星雲
- マルカリアン銀河
- マルカリアンの鎖 - 銀河団の一部
- マフェイ銀河群 - 銀河群
  - マフェイ1
  - マフェイ2
- ルービンの銀河 - 銀河
- ロバートの四つ子銀河 - 銀河群
- ローワーの星雲 (Sh2-261 (it)) - 輝線星雲
- ワイルドの三つ子銀河 - 銀河群

### 太陽系内の天体
- ウルバヌス八世の星々（実在しない）
- カエサル彗星 - C/−43 K1彗星 (Caesar's Comet (en))
- 桐野星 - 土星
- コーディレフスキー雲
- 西郷星 - 火星
- 弾正星 - C/1577 V1彗星 (Great Comet of 1577 (en))
- ハーシェル - 天王星
- バーナードの衛星
- メディチ星
- ブルボン星 - 太陽黒点[11]

### 星座
- ケイセルとハウトマン星座
- ソビエスキのたて座
- ティコ星座
- バイエル星座
- プトレマイオス星座
- プランシウス星座
- ポニアトフスキーのおうし座
- ヘヴェリウス星座
- ラカーユ星座